# 小博凯德拉
小博凯德拉（德語：Kleinbockedra）是德国图林根州的一个市镇。总面积2.85平方公里，总人口36人，其中男性16人，女性20人（2011年12月31日），人口密度13人/平方公里。